# 長崎県道59号郷ノ浦沼津勝本線
長崎県道59号郷ノ浦沼津勝本線（ながさきけんどう59ごう ごうのうらぬまづかつもとせん）は、長崎県壱岐市を通る県道（主要地方道）である。

## 概要
壱岐市郷ノ浦町柳田触から壱岐市勝本町本宮東触に至る。国道382号の西側を通る。湯ノ本地区においては幅員が狭小で線形不良を解消するため2車線に拡幅する工事が2005年（平成17年）度に事業化され、2013年（平成25年）11月1日に開通した。

### 路線データ
- 起点：長崎県壱岐市郷ノ浦町柳田触（柳田交差点、国道382号交点）
- 終点：長崎県壱岐市勝本町本宮東触（国道382号交点）
- 総延長：12.5 km

## 歴史
- 1993年（平成5年）5月11日 - 建設省から、県道郷ノ浦沼津勝本線が郷ノ浦沼津勝本線として主要地方道に指定される[3]。
- 2005年（平成17年）度 - 湯ノ本工区事業化[1]。
- 2013年（平成25年）11月1日 - 湯ノ本工区開通[2]。

## 地理

### 通過する自治体
- 壱岐市

### 交差する道路
| 交差する道路              | 交差する場所   | 交差する場所      |
| ------------------------- | -------------- | ----------------- |
| 国道382号                 | 郷ノ浦町柳田触 | 柳田交差点 / 起点 |
| 長崎県道174号湯ノ本芦辺線 | 勝本町百合畑触 |                   |
| 長崎県道231号湯ノ本勝本線 | 勝本町本宮南触 |                   |
| 国道382号                 | 勝本町本宮東触 | 終点              |

### 沿線
- 壱岐市立柳田小学校
- 壱岐市立沼津小学校
- 湯ノ本温泉
- 海の駅 湯がっぱ
- 壱岐市立鯨伏小学校
- 壱岐警察署 鯨伏警察官駐在所